# (29134) 1987 RW
(29134) 1987 RW  es un asteroide del cinturón principal perteneciente al cinturón de asteroides, región del sistema solar que se encuentra entre las órbitas de Marte y Júpiter.
Fue descubierto el 12 de septiembre de 1987 por Henri Debehogne desde el Observatorio de La Silla.

## Designación y nombre
Designado provisionalmente como 1987 RW.

## Características orbitales
(29134) 1987 RW está situado a una distancia media del Sol de 2,271 ua, pudiendo alejarse hasta 2,663 ua y acercarse hasta 1,878 ua. Su excentricidad es 0,173 y la inclinación orbital 5,814 grados. Emplea 1249,76 días en completar una órbita alrededor del Sol.
Pertenece a la familia de asteroides de (298) Baptistina.

## Características físicas
La magnitud absoluta de (29134) 1987 RW es 14,71. Tiene un diámetro de 4,596 km y su albedo geométrico es de 0,210.